# Kernkraftwerk Elk River
Das zurückgebaute Kernkraftwerk Elk River (englisch Elk River Station) mit einem Siedewasserreaktor lag in Elk River im US-Bundesstaat Minnesota.

## Geschichte
Das Kraftwerk Elk River war nicht immer ein Kernkraftwerk. Ursprünglich stand auf dem Gelände ein mit Kohle und Öl befeuertes Kraftwerk. Später wurde die Anlage umgebaut und ein Siedewasserreaktor auf dem Gelände platziert. Der Reaktor war mit 24 Megawatt nur ein sehr kleiner Reaktor. In den 1970er-Jahren wurde der Reaktor wieder abgerissen. Heute werden nur noch Abfälle aus der Umgebung verbrannt.

## Daten der Reaktorblöcke
Das Kernkraftwerk Elk River hat einen Block:
| Reaktorblock | Reaktortyp         | Netto- leistung | Brutto- leistung | Baubeginn  | Netzsyn- chronisation | Kommer- zieller Betrieb | Abschal- tung |
| ------------ | ------------------ | --------------- | ---------------- | ---------- | --------------------- | ----------------------- | ------------- |
| Elk River    | Siedewasserreaktor | 22 MW           | 24 MW            | 01.01.1959 | 24.08.1963            | 01.07.1964              | 01.02.1968    |